# 南卡瓜

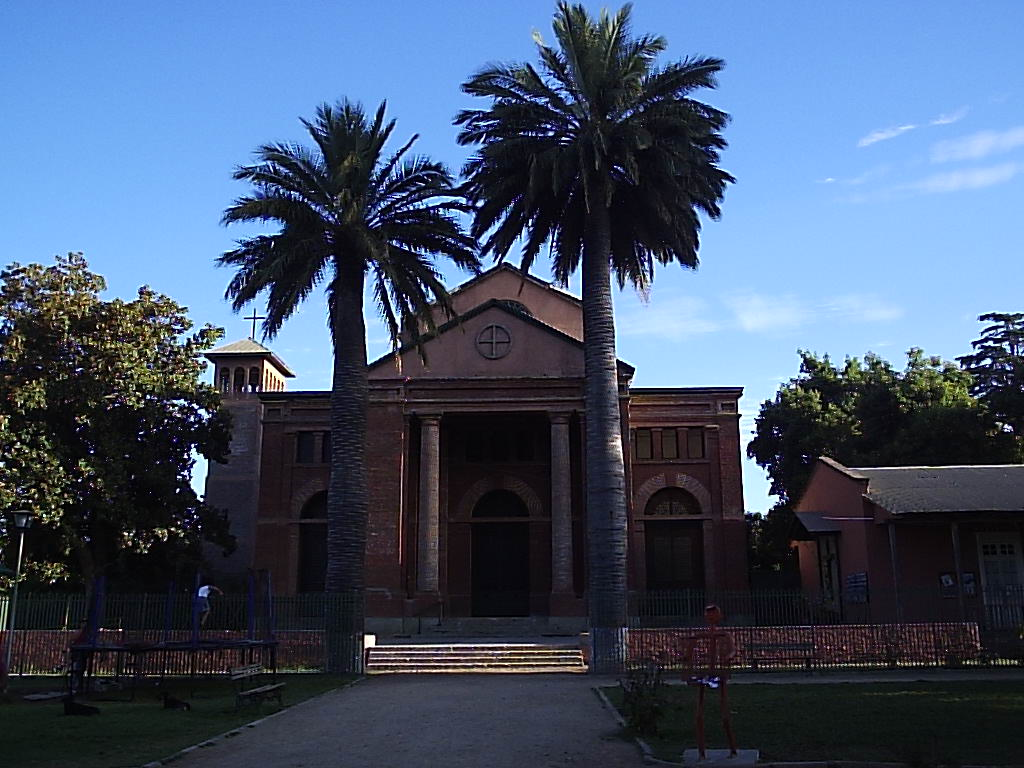

南卡瓜（西班牙語：Nancagua），是智利的城市，位於該國中部奧伊金斯將軍解放者大區的科爾查瓜省，面積111.3平方公里，海拔高度194米，2012年人口15,409人，人口密度每平方公里140人。
34°40′S 71°13′W / 34.667°S 71.217°W